# Andrenosoma flamipennis
Andrenosoma flamipennis är en tvåvingeart som beskrevs av Stanley Willard Bromley 1931. Andrenosoma flamipennis ingår i släktet Andrenosoma och familjen rovflugor. Inga underarter finns listade i Catalogue of Life.